# Liste der Bodendenkmale im Kreis Ostholstein
In der Liste der Bodendenkmale im Kreis Ostholstein sind die Bodendenkmale im schleswig-holsteinischen Kreis Ostholstein nach dem Stand der Bodendenkmalliste des Archäologischen Landesamts Schleswig-Holstein von 2016 aufgelistet.
Die Kulturdenkmale sind in der Liste der Kulturdenkmale im Kreis Ostholstein erfasst.

## Übersicht
| Gemeinde/ Stadt         | Bodendenkmalliste                                    | Wappen | Lage | Bild eines Bodendenkmals |
| ----------------------- | ---------------------------------------------------- | ------ | ---- | ------------------------ |
| Ahrensbök               | Liste der Bodendenkmale in Ahrensbök                 |        |      |                          |
| Altenkrempe             | Liste der Bodendenkmale in Altenkrempe               |        |      |                          |
| Bad Schwartau           | Liste der Bodendenkmale in Bad Schwartau             |        |      |                          |
| Beschendorf             | Liste der Bodendenkmale in Beschendorf               |        |      |                          |
| Bosau                   | Liste der Bodendenkmale in Bosau                     |        |      |                          |
| Dahme                   | Liste der Bodendenkmale in Dahme (Holstein)          |        |      |                          |
| Damlos                  | Liste der Bodendenkmale in Damlos                    |        |      |                          |
| Eutin                   | Liste der Bodendenkmale in Eutin                     |        |      |                          |
| Fehmarn                 | Liste der Bodendenkmale auf Fehmarn                  |        |      |                          |
| Göhl                    | Liste der Bodendenkmale in Göhl (Holstein)           |        |      |                          |
| Gremersdorf             | Liste der Bodendenkmale in Gremersdorf               |        |      |                          |
| Grömitz                 | Liste der Bodendenkmale in Grömitz                   |        |      |                          |
| Großenbrode             | Liste der Bodendenkmale in Großenbrode               |        |      |                          |
| Grube                   | Liste der Bodendenkmale in Grube (Holstein)          |        |      |                          |
| Harmsdorf               | Liste der Bodendenkmale in Harmsdorf (Ostholstein)   |        |      |                          |
| Heiligenhafen           | Liste der Bodendenkmale in Heiligenhafen             |        |      |                          |
| Heringsdorf             | Liste der Bodendenkmale in Heringsdorf (Ostholstein) |        |      |                          |
| Kabelhorst              | Liste der Bodendenkmale in Kabelhorst                |        |      |                          |
| Kasseedorf              | Liste der Bodendenkmale in Kasseedorf                |        |      |                          |
| Kellenhusen (Ostsee)    | Liste der Bodendenkmale in Kellenhusen (Ostsee)      |        |      |                          |
| Lensahn                 | Liste der Bodendenkmale in Lensahn                   |        |      |                          |
| Malente                 | Liste der Bodendenkmale in Malente                   |        |      |                          |
| Manhagen                | Liste der Bodendenkmale in Manhagen                  |        |      |                          |
| Neukirchen              | Liste der Bodendenkmale in Neukirchen (Ostholstein)  |        |      |                          |
| Neustadt in Holstein    | Liste der Bodendenkmale in Neustadt in Holstein      |        |      |                          |
| Oldenburg in Holstein   | Liste der Bodendenkmale in Oldenburg in Holstein     |        |      |                          |
| Ratekau                 | Liste der Bodendenkmale in Ratekau                   |        |      |                          |
| Riepsdorf               | Liste der Bodendenkmale in Riepsdorf                 |        |      |                          |
| Scharbeutz              | Liste der Bodendenkmale in Scharbeutz                |        |      |                          |
| Schashagen              | Liste der Bodendenkmale in Schashagen                |        |      |                          |
| Schönwalde am Bungsberg | Liste der Bodendenkmale in Schönwalde am Bungsberg   |        |      |                          |
| Sierksdorf              | Liste der Bodendenkmale in Sierksdorf                |        |      |                          |
| Stockelsdorf            | Liste der Bodendenkmale in Stockelsdorf              |        |      |                          |
| Süsel                   | Liste der Bodendenkmale in Süsel                     |        |      |                          |
| Timmendorfer Strand     | Liste der Bodendenkmale in Timmendorfer Strand       |        |      |                          |
| Wangels                 | Liste der Bodendenkmale in Wangels                   |        |      |                          |